# Pfarrkirche Ernsthofen

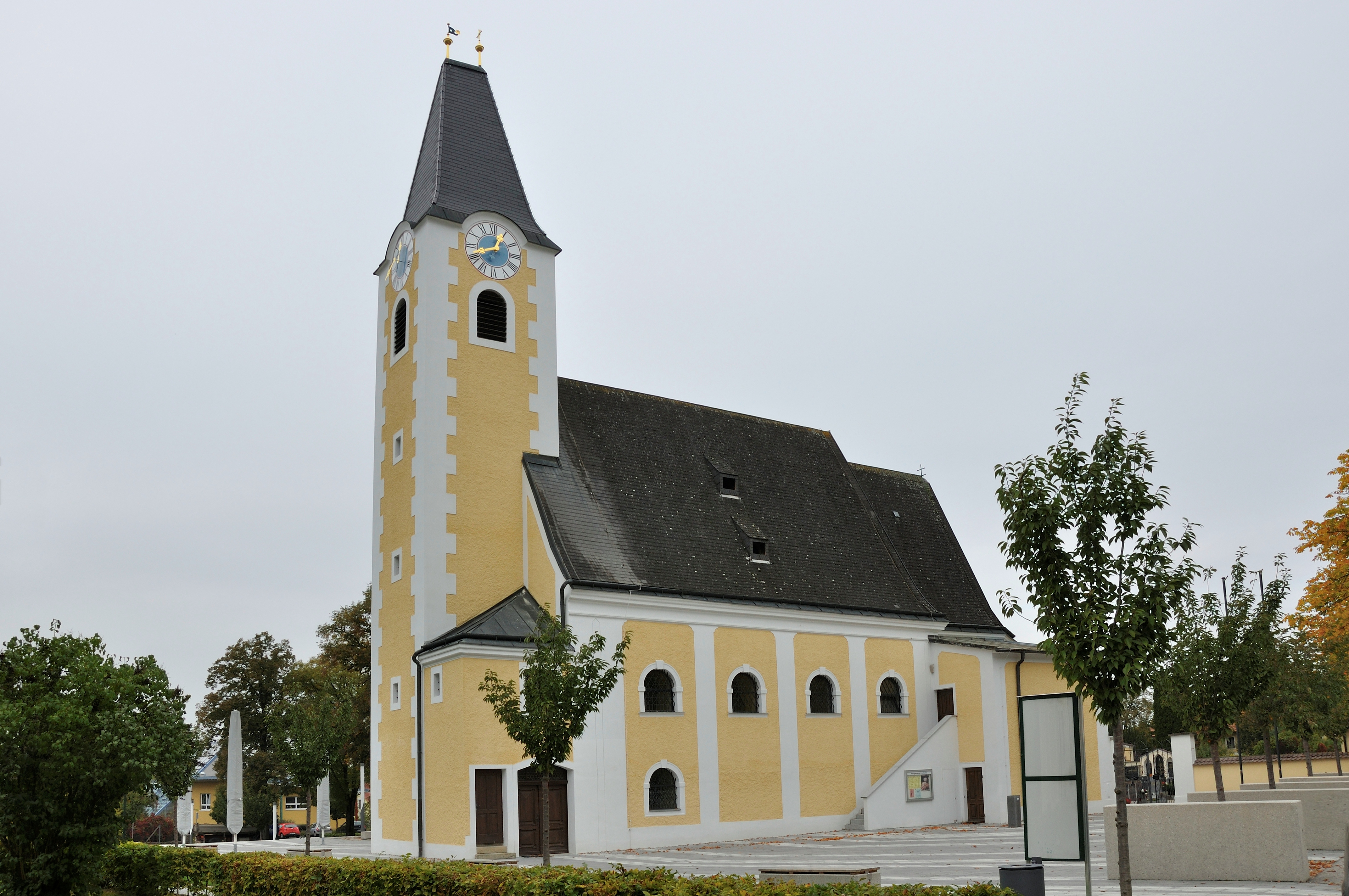
Katholische Pfarrkirche Mariä Flucht in Ernsthofen

Die Pfarrkirche Ernsthofen steht südlich des Friedhofes mittig im Ort in der Gemeinde Ernsthofen im Bezirk Amstetten in Niederösterreich. Die auf das Fest Mariä Flucht geweihte römisch-katholische Pfarrkirche gehört zum Dekanat Haag in der Diözese St. Pölten. Die Kirche steht unter Denkmalschutz (Listeneintrag).

## Geschichte
Urkundlich wurde 1377 eine Kirche genannt. Anfänglich stand die Kirche als Filiale der Pfarrkirche St. Valentin unter dem Patronat vom Kloster Erla am Ufer der Enns. 1776 Pfarrvikariat wurde die Kirche 1939 zur Pfarrkirche erhoben.
Wegen der Überschwemmungen erfolgte eine Verlegung des Ortskernes nach Osten und damit die Neuerrichtung der Kirche am heutigen Platz nach den Plänen des Architekten Georg Bruckmayr unter Verwendung der noch brauchbaren Teile mit weitgehender Beibehaltung des alten Grundrisses. 1666 war die Grundsteinlegung. 1676/1677 wurde die Kirche vollendet und erst 1687 geweiht. 1871/1895 erhielt die Kirche eine historistische Ausstattung, die frühere Einrichtung wurde teils in die Filialkirche Kanning übertragen. 1893/1894 erfolgte eine Renovierung/Restaurierung mit dem Restaurator Franz Arbeshuber. 1977 und 1998 erfolgten Restaurierungen.

## Architektur
Die nach Norden orientierte frühbarocke Saalkirche mit einem vorgestellten Südturm hat einen eingezogenen Polygonalchor.

## Ausstattung
Die einheitlich neoromanische und neogotische Einrichtung schuf der Bildhauer Max Oberhuber 1893/1895.
Die Orgel baute Josef Breinbauer 1871.